# San Martino in Rio
San Martino in Rio é uma comuna italiana da região da Emília-Romanha, província de Reggio Emilia, com cerca de 6.484 habitantes. Estende-se por uma área de 22 km², tendo uma densidade populacional de 295 hab/km². Faz fronteira com Campogalliano (MO), Correggio, Reggio Emilia, Rubiera.

## Demografia
| Variação demográfica do município entre 1861 e 2011                               |
|                                                                                   |
| Fonte: Istituto Nazionale di Statistica (ISTAT) - Elaboração gráfica da Wikipedia |